# Канареджо
Канареджо (на италиански: Cannaregio) е най-северният от шестте административни района на Венеция – т.нар. сестиери. Той е втората по големина сестиера като площ и най-голямата като население.
Името на района идва от названието на канала Canal Regio – Кралския канал, както и от тръстиката, с която била покрита тази блатиста в миналото местност (от итал. canne).
Районът е сравнително слабо посещаван от туристи. Една от основните забележителности в него е църквата Санта Мария дел Орто.